# Христианская философия
Христиа́нская филосо́фия — полемика христианской веры с господствующей современной философией (А. Демпф).
Термин христианская философия используется для описания корпуса текстов, которые были созданы в культурной среде христианства — аналог терминам исламская философия, китайская философия, иудейская философия и т. д. в религиозной философии. При использовании термина разными авторами понимание сущности христианской философии весьма различно: нет философской системы, которую можно было бы назвать единственной христианской философией, но существуют многие христианские философии. В рамках христианской философии выделяются православная, католическая и протестантская философии. Начало христианской философии относят к III веку (Климент Александрийский, Ориген). Автором термина христианская философия является Эразм Роттердамский.

## Православная философия
Православная философия получила развитие в Византии на основе греческой идеалистической философии (в первую очередь неоплатонизма) и патристики. На становление православной философии большое влияние оказали сочинения Иоанна Дамаскина. В высокое средневековье — сочинения исихастов. В Новое время в православной философии возникли и получили наибольшее развитие такие направления, как: академическая философия, метафизика всеединства и новое религиозное сознание. Ряд православных авторов под христианской философией понимают общие принципы христианской антропологии, ориентированной на строгий аскетизм.

## Католическая философия
До XIII века граница между философией и теологией размыта, наиболее выдающимся христианским философом того периода является Аврелий Августин. С формированием схоластики теология начинает противопоставляться философии. Согласно схоластам, теология имеет «свет славы», а философия создаётся естественным разумом человека. Противопоставление ослабло в эпоху Ренессанса и усилилось в период Реформации. С начала XIX века, в особенности, после энциклики папы (Aeterni Patris, 1879) возродился интерес к философии Фомы Аквинского и к схоластике (неотомизм), к её систематизированию, вместе с тем, христианская католическая философия получила новый виток развития. Попутно в католической философии развивался неоавгустинизм, тейярдизм (философия П. Тейяр де Шардена) и другие концепции.
В настоящее время католическая философия вмещает множество школ и течений, которые восходят либо к
платоновско-августинистской, либо к аристотелево-томистской традициям.

## Протестантская философия
В основе протестантской философии и теологии сочинения деятелей Реформации, прежде всего, Лютера, Кальвина, Цвингли, Буцера. С конца XVIII века преимущественно в русле протестантской философии и теологии разрабатывались различные идеи либерального христианства.